# Luqman Ali
Luqman Ali (geboren als Edward Skinner) (Starkville, Mississippi, 13 november 1939 - 19 augustus 2007) was een Amerikaanse jazz-drummer en multi-instrumentalist die vooral bekend werd door zijn werk bij de groepen van Sun Ra, waaronder diens Arkestra. Hij werkte tevens samen met Marshall Allen en Gilles Peterson.